# Seven Devils
Seven Devils è un comune degli Stati Uniti d'America, situato in Carolina del Nord, diviso tra la contea di Watauga e la contea di Avery.